# Лаймстоун Тауншип (округ Воррен, Пенсільванія)
Лаймстоун Тауншип (англ. Limestone Township) — селище (англ. township) в США, в окрузі Воррен штату Пенсільванія. Населення — 309 осіб (2020).

## Демографія
Згідно з переписом 2010 року, у селищі мешкали 403 особи в 201 домогосподарстві у складі 121 родини. Було 1171 помешкання
Расовий склад населення:
| - 99,3 % — білих - 0,5 % — вихідців з тихоокеанських островів |

До двох чи більше рас належало 0,2 %. Частка іспаномовних становила 0,0 % від усіх жителів.
За віковим діапазоном населення розподілялося таким чином: 15,1 % — особи молодші 18 років, 62,1 % — особи у віці 18—64 років, 22,8 % — особи у віці 65 років та старші. Медіана віку мешканця становила 51,3 року. На 100 осіб жіночої статі у селищі припадало 108,8 чоловіків;  на 100 жінок у віці від 18 років та старших — 107,3 чоловіків також старших 18 років.
Середній дохід на одне домашнє господарство  становив 48 403 долари США (медіана — 46 250), а середній дохід на одну сім'ю — 59 655 доларів (медіана — 63 438). Медіана доходів становила 32 426 доларів для чоловіків та 23 750 доларів для жінок. За межею бідності перебувало 6,2 % осіб, у тому числі 0,0 % дітей у віці до 18 років та 9,2 % осіб у віці 65 років та старших.
Цивільне працевлаштоване населення становило 109 осіб. Основні галузі зайнятості: роздрібна торгівля — 18,3 %, виробництво — 16,5 %, освіта, охорона здоров'я та соціальна допомога — 16,5 %.